# Halictus macrozonops
Halictus macrozonops är en biart som beskrevs av Cockerell 1946. Halictus macrozonops ingår i släktet bandbin, och familjen vägbin. Inga underarter finns listade i Catalogue of Life.